# Attitüde
Attitüde (sprich /ˌatiˈtyːdə/; von französisch attitude, gesprochen /atityd/, Haltung, Verhalten, Gebaren, Einstellung) nennt man in der Kunst die Körperhaltung, Stellung oder Lage menschlicher Figuren, eine Positur oder eine Gebärde.
Im Sinne der Bildenden Kunst wird das Wort für eine Allegorie oder ein Symbol eines bedeutungsvollen Seelenzustands oder Lebensmoments gewählt und ist insbesondere in Bildhauerei und Malerei von Bedeutung.
Im Ballett bezeichnet man alle Stellungen (Posen) auf einem Fuß mit dem französischen Attitude, bei denen das gehobene Bein im Knie angewinkelt ist (→ Ballett-Glossar).

## Darstellende Kunst
Die Attitüde war im ausgehenden 18. bis ins 19. Jahrhundert eine Form der künstlerischen Unterhaltung in Form von so genannten „lebenden Bildern“. Der Ausdruck wird im Unterschied zu jenem meist für Solodarstellungen verwendet.
Lady Hamilton stand oft Modell für Gemälde und übertrug die Kunst des Posierens auf die Bühne. Bei ihrem Aufenthalt in Italien wendete sie dies auf die Nachbildung der Antike an und veranstaltete auch in Deutschland, Frankreich und England öffentliche pantomimische Darstellungen antiker Statuen, welche allgemeine Bewunderung erregten.
Den artistischen Erfolg machte sie so ausschließlich von der Attitüde abhängig, dass selbst das Material ihres Kostüms immer dasselbe war: eine lange, mit einem Band einfach über der Brust zusammengeknüpfte Tunika und ein darübergeworfener Schal, mit welchem sie alle erforderlichen Bekleidungen und Faltenwürfe hervorbrachte.
Weiterentwickelt wurde der Stil von Lady Hamilton durch Ida Brun, die mit ihrer Kunst zu Beginn des 19. Jahrhunderts ganz Europa in ihren Bann zog. Bruns Auftritte waren mit Hintergrundmusik und Erzählungen kombiniert. Sie choreografierte die Attitüde auch als kleine Ballette.
Vielfach erhöht und erweitert wurde diese Kunsterfindung durch die deutsche Schauspielerin Henriette Hendel-Schütz, welche durch Rehbergs Zeichnungen in Frankfurt angeregt wurde, ihr Nachahmungstalent auf diese belebte Plastik zu richten. Ein gewandter, schön gebauter Körper, feine Beobachtung und künstlerische Erfindungsgabe vereinigten sich nach der in zeitgenössischen Dokumenten geäußerten Ansicht in dieser Darstellerin. Hendel-Schütz blieb nicht bei Nachbildungen einzelner Statuen und Gemälde stehen, sie suchte vielmehr in ganzen Reihen von Attitüden wechselnde Handlung und verschiedene Momente der Leidenschaft zur Anschauung zu bringen. Dabei besaß sie das noch größere Talent, poetische Attitüden zu erfinden und im angemessenen Stil darzustellen, sodass sie ihre Vorgängerin weit übertraf. Weniger Glück hat Elise Bürger in Darstellungen dieser Art gehabt; gelobt wurde dagegen Sophie Schröder.
In den Jahren 1808–1812 machte Gustav von Seckendorff, unter dem Namen Patrik Peale, sich einen Ruf als mimischer Darsteller und Deklamator. Er hielt auch Vorlesungen über Deklamation und Mimik.
Keller und Rappo gründeten in Berlin eine eigene Gesellschaft zur öffentlichen Aufführung von Nachahmungen plastischer Kunst; damit erzielten sie großen, wenn auch keinen rein künstlerischen Erfolg. Sie fanden Ende des 19. Jahrhunderts zahlreiche Nachahmer, welche aus dem ganzen Genre eine populäre Attraktion mit geringem künstlerischem Anspruch gemacht haben.

## Popkultur
Der Begriff Attitüde ist durch das Anti-Neonazi-Lied Schrei nach Liebe der Band Die Ärzte popularisiert worden.